# جورج طويل
جورج طويل (9 سبتمبر 1986) هو مغن وممثل صوت سوري. عمل في التمثيل الصوتي والغناء في إيمدج برودكشن هاوس في الدبلجة.

## ديسكوغرافيا
- حكاية لعبة - لن أطير بعد الآن (النسخة العربية الفصحى)[6]

## فيلموغرافيا

### رسوم متحركة
- خلف حائط الحديقة - الأغاني في المسلسل
- ستيفن البطل - بيدي (حلقة العودة)، فرايمان (حلقة العودة)
- عالم غامبول المدهش
- عرض لوني تونز - سيلفستر (الدبلجة اللبنانية)
- العم جدو - العم جدو (الصوت الأول)[5]
- وقت المغامرة - جايك الكلب (الموسم الثالث وما بعده)[5]
- أبطال التايتنز إنطلقوا! - أغنية يبدأ الليل باللمعان

### أفلام
- الديناصورات (النسخة العربية الفصحى)
- جامعة المرعبين - شلبي سولوفان
- حكاية لعبة - الرقيب (النسخة العربية الفصحى)
- حكاية لعبة 2 (النسخة العربية الفصحى)
- حكاية لعبة 3 - باتركاب (النسخة العربية الفصحى)
- سيارات - شيريف، بوست (النسخة العربية الفصحى)
- سيارات 2 - شو تودوروكي، سيدلي، إيسر، هنشر، جيف غورفات، رئيس فريق غورفات (النسخة العربية الفصحى)
- شركة المرعبين المحدودة - جيمس بي سوليفان (النسخة العربية الفصحى)
- طائرات - إل تشوباكابرا
- عائلة روبنسون (النسخة العربية الفصحى)
- ليروي وستيتش - ليروي (النسخة العربية الفصحى)

## وصلات خارجية
- جورج طويل على موقع IMDb (الإنجليزية)
- جورج طويل  على فيسبوك.